# Episodi di Mork & Mindy (prima stagione)
La prima stagione della serie televisiva Mork & Mindy andò in onda in prima visione originale dal 1978 al 1979.
| nº  | Titolo originale                   | Titolo italiano                      | Prima TV USA      | Prima TV Italia |
| --- | ---------------------------------- | ------------------------------------ | ----------------- | --------------- |
| 1-2 | Pilot                              | Il nostro inviato speciale (2 parti) | 14 settembre 1978 |                 |
| 3   | Mork Moves In                      | Arriva Mork                          | 21 settembre 1978 |                 |
| 4   | Mork Runs Away                     | Mork scappa                          | 28 settembre 1978 |                 |
| 5   | Mork in Love                       | Mork s'innamora                      | 5 ottobre 1978    |                 |
| 6   | Mork's Seduction                   | Attentato a Mork                     | 12 ottobre 1978   |                 |
| 7   | Mork Goes Public                   | Mork in vendita                      | 19 ottobre 1978   |                 |
| 8   | To Tell the Truth                  | Le bugie bianche                     | 2 novembre 1978   |                 |
| 9   | Mork the Gullible                  | Il candido Mork                      | 9 novembre 1978   |                 |
| 10  | A Mommy for Morky                  | Una mammina per il piccolo Mork      | 16 novembre 1978  |                 |
| 11  | Mork's Greatest Hits               | Il più grande colpo di Mork          | 23 novembre 1978  |                 |
| 12  | Old Fears                          | Una buona azione di Mork             | 30 novembre 1978  |                 |
| 13  | Mork's First Christmas             | Il primo Natale di Mork              | 14 dicembre 1978  |                 |
| 14  | Mork and the Immigrant             | Mork e l'immigrato                   | 11 gennaio 1979   |                 |
| 15  | Mork the Tolerant                  | Mork e la tolleranza                 | 18 gennaio 1979   |                 |
| 16  | Young Love                         | Un dolce giovane amore               | 25 gennaio 1979   |                 |
| 17  | Snowflakes keep dancing on my head | Un fiore per Mork                    | 1º febbraio 1979  |                 |
| 18  | Mork Goes Erk                      | Il compleanno di Mindy               | 8 febbraio 1979   |                 |
| 19  | Yes Sir, That's My Baby            | La pupa è mia! O no?                 | 15 febbraio 1979  |                 |
| 20  | Mork's Mixed Emotions              | Mork e le emozioni                   | 22 febbraio 1979  |                 |
| 21  | Mork's Night Out                   | Mork in libera uscita                | 8 marzo 1979      |                 |
| 22  | In Mork We Trust                   | Le metamorfosi di Mork               | 15 marzo 1979     |                 |
| 23  | Mork Runs Down                     | Mork è impazzito                     | 12 aprile 1979    |                 |
| 24  | It's a Wonderful Mork              | Mork invisibile                      | 3 maggio 1979     |                 |
| 25  | Mork's Best Friend                 | Il miglior amico di Mork             | 10 maggio 1979    |                 |

## Il nostro inviato speciale (2 parti)
- Titolo originale: Pilot
- Diretto da:
- Scritto da:

## Arriva Mork
- Titolo originale: Mork Moves In
- Diretto da:
- Scritto da:

## Mork scappa
- Titolo originale: Mork Runs Away
- Diretto da:
- Scritto da:

## Mork s'innamora
- Titolo originale: Mork in Love
- Diretto da:
- Scritto da:

## Attentato a Mork
- Titolo originale: Mork's Seduction
- Diretto da:
- Scritto da:

### Trama
Una conoscente di Mindy per farle dispetto cerca di sedurre Mork ma fallisce. Mork e Mindy si danno il loro primo bacio.

## Mork in vendita
- Titolo originale: Mork Goes Public
- Diretto da:
- Scritto da:

### Trama
Un reporter arriva a Boulder per indagare sull'arrivo nella città di una navicella aliena.